# Kedumba River
Der Kedumba River ist ein kleiner Fluss im Osten des australischen Bundesstaates New South Wales. 
Er entspringt unterhalb der  Three Sisters bei Katoomba im Blue-Mountains-Nationalpark, fließt nach Süden und mündet in den Lake Burragorang und damit in den Coxs River. 
Das Flusstal ist völlig unbesiedelt und nicht durch Straßen erschlossen. Es lässt sich aber von Katoomba und seinen Aussichtspunkten aus gut einsehen.